# 莫西奧圖尼亞國家公園

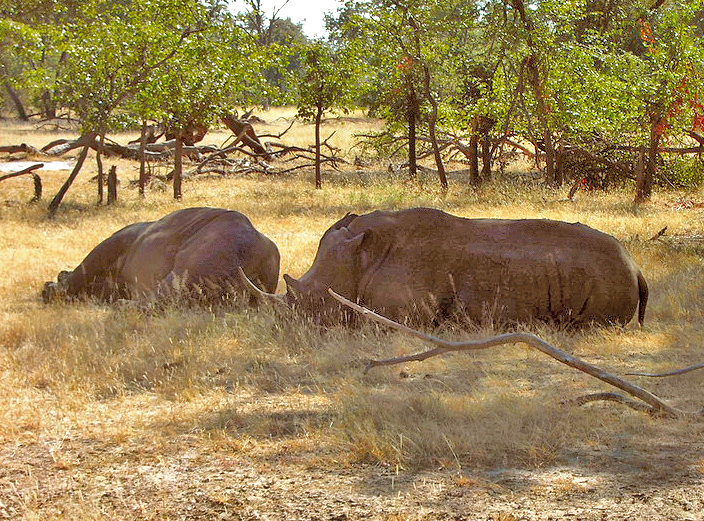

莫西奧圖尼亞國家公園（Mosi-oa-Tunya National Park）是非洲中部國家贊比亞的國家公園，位於該國南部，毗鄰與津巴布韋接壤的邊境，佔地約66平方公里，成立於1989年，野生動物有羚羊、斑馬、長頸鹿、非洲象、犀牛等，被聯合國列為世界遺產。
17°52′S 25°50′E / 17.867°S 25.833°E